# Rodium
Rodium ou Roudium était un vicus gallo-romain qui se trouvait sur le territoire de l'actuelle commune de Roiglise, dans le département de la Somme.

## Localisation
Rodium était un vicus gallo-romain - agglomération secondaire - station du cursus publicus (mansio ou mutatio), dépendant de la civitas des Viromanduens, dont le chef-lieu était Augusta Viromanduorum (Saint-Quentin). Il était situé à l'intersection de la via Agrippa de l'Océan qui reliait Lugdunum (Lyon) à Gesoriacum (Boulogne-sur-Mer) et de la voie romaine reliant Caesaromagus (Beauvais) à Bagacum Nerviorum (Bavay).

## Vestiges
Des substructions gallo-romaines isolées, assez nombreuses ont été repérées aux abords du village. On a trouvé sur le territoire des armes de pierre, des poteries (vases et tuiles), 23 tombes et des monnaies gallo-romaines de bronze à l'effigie de Néron, Nerva, Trajan, Antonin le Pieux, Marc-Aurèle, Commode, Maximin... attestant d'une occupation antique des lieux. 
Rodium figure sur la Table de Peutinger, inscrit sous la forme « ROVDIVM » sur la Colonne milliaire de Tongres mis au jour sur le site d' Atuatuca Tungrorum à Tongres dans le Limbourg belge.

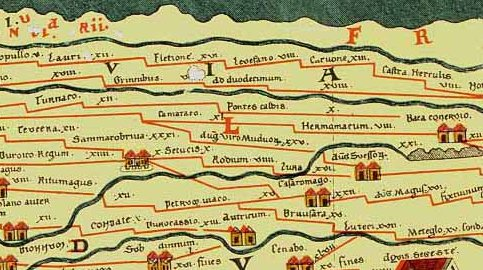
Extrait de la carte de Peutinger où figure Rodium (Roiglise).